# استان موشیکو
استان موشیکو (به لاتین: Moxico Province) یکی از استان‌های کشور آنگولا است.

## خصوصیات
استان موشیکو ۲۲۳٬۰۲۳ کیلومترمربع مساحت و ۷۲۷٬۵۹۴ نفر جمعیت دارد.